# NEC Red Rockets
Maillots
NEC Red Rockets est un club japonais de volley-ball fondé en 1978 et basé à Kawasaki, évoluant pour la saison 2017-2018 en V Première Ligue. 

## Palmarès
- V Première Ligue
  - Vainqueur : 1988, 1997, 2000, 2003, 2005, 2015[2], 2017.
  - Finaliste : 1987, 1996, 1998, 2002.
- Tournoi de Kurowashiki
  - Vainqueur : 1997, 2001.
  - Finaliste : 1985, 1987, 1995, 1996, 1999, 2011, 2013, 2016.
- Championnat AVC des clubs
  - Vainqueur : 2016.
  - Finaliste : 2000, 2018.
- Coupe de l'impératrice
  - Finaliste : 2015[3]

## Résultats en Ligue
| Ligue               | Ligue          | Position  | Équipes | Matchs | Gagné | Perdu |
| ------------------- | -------------- | --------- | ------- | ------ | ----- | ----- |
| Japon Ligue         | 13e(1979-80)   | 3e        | 6       | 10     | 7     | 3     |
| Japon Ligue         | 14e (1980-81)  | 4e        | 8       | 14     | 7     | 7     |
| Japon Ligue         | 15e (1981-82)  | 5e        | 8       | 21     | 7     | 14    |
| Japon Ligue         | 16e (1982-83)  | 6e        | 8       | 21     | 7     | 14    |
| Japon Ligue         | 17e (1983-84)  | 6e        | 8       | 21     | 8     | 13    |
| Japon Ligue         | 18e (1984-85)  | 3e        | 8       | 21     | 14    | 7     |
| Japon Ligue         | 19e (1985-86)  | 3e        | 8       | 21     | 12    | 9     |
| Japon Ligue         | 20e (1986-87)  | Finaliste | 8       | 21     | 17    | 4     |
| Japon Ligue         | 21e (1987-88)  | Champion  | 8       | 14     | 12    | 2     |
| Japon Ligue         | 22e (1988-89)  | 4e        | 8       | 17     | 9     | 8     |
| Japon Ligue         | 23e (1989-90)  | 3e        | 8       | 17     | 13    | 4     |
| Japon Ligue         | 24e (1990-91)  | 3e        | 8       | 17     | 9     | 8     |
| Japon Ligue         | 25e (1991-92)  | 7e        | 8       | 14     | 3     | 11    |
| Japon Ligue         | 26e (1992-93)  | 4e        | 8       | 14     | 8     | 6     |
| Japon Ligue         | 27e (1993-94)  | 4e        | 8       | 14     | 9     | 5     |
| V.Ligue             | 1er (1994-95)  | 5e        | 8       | 21     | 11    | 10    |
| V.Ligue             | 2e (1995-96)   | Finaliste | 8       | 21     | 14    | 7     |
| V.Ligue             | 3e (1996-97)   | Champion  | 8       | 21     | 16    | 5     |
| V.Ligue             | 4e (1997-98)   | Finaliste | 8       | 21     | 18    | 3     |
| V.Ligue             | 5e (1998-99)   | 3e        | 10      | 18     | 13    | 5     |
| V.Ligue             | 6e (1999-2000) | Champion  | 10      | 18     | 18    | 0     |
| V.Ligue             | 7e (2000-01)   | 3e        | 10      | 18     | 17    | 1     |
| V.Ligue             | 8e (2001-02)   | Finaliste | 9       | 16     | 10    | 6     |
| V.Ligue             | 9e (2002-03)   | Champion  | 8       | 21     | 17    | 4     |
| V.Ligue             | 10e (2003-04)  | 4e        | 10      | 18     | 12    | 6     |
| V.Ligue             | 11e (2004-05)  | Champion  | 10      | 27     | 20    | 7     |
| V.Ligue             | 12e (2005-06)  | 6e        | 10      | 27     | 13    | 14    |
| V・Première         | 2006-07        | 5e        | 10      | 27     | 15    | 12    |
| V・Première         | 2007-08        | 6e        | 10      | 27     | 13    | 14    |
| V・Première         | 2008-09        | 3e        | 10      | 27     | 18    | 9     |
| V・Première         | 2009-10        | 5e        | 8       | 28     | 10    | 18    |
| V・Première         | 2010-11        | 4e        | 8       | 26     | 15    | 11    |
| V・Première         | 2011-12        | 8e        | 8       | 21     | 3     | 18    |
| V・Première         | 2012-13        | 4e        | 8       | 28     | 23    | 5     |
| V・Première         | 2013-14        | 5e        | 8       | 28     | 12    | 16    |
| V・Première         | 2014-15        | Champion  | 8       | 21     | 13    | 8     |
| V・Première         | 2015-16        | 4e        | 8       | 21     | 8     | 13    |
| V・Première         | 2016-17        | Champion  | 8       | 21     | 15    | 6     |
| V・Première         | 2017-18        | 5e        | 8       | 21     | 8     | 13    |
| V・Ligue Division 1 | 2018–19        | 6e        | 11      | 20     | 11    | 9     |
| V・Ligue Division 1 | 2019-20        | 8e        | 12      | 21     | 11    | 10    |

## Effectifs

### Saison 2020-2021
| No                           | Nom                          | Date de naissance            | Taille                         | Poids                          | Poste                          |
| ---------------------------- | ---------------------------- | ---------------------------- | ------------------------------ | ------------------------------ | ------------------------------ |
| 1                            | Haruyo Shimamura             | 4 mars 1992                  | 182                            | 73                             | Centrale                       |
| 2                            | Sarina Koga                  | 21 mai 1996                  | 180                            | 66                             | Réceptionneuse-attaquante      |
| 3                            | Shiori Tsukada               | 7 septembre 1994             | 174                            | 61                             | Passeuse                       |
| 4                            | Mizuki Yanagita              | 26 mars 1996                 | 168                            | 61                             | Réceptionneuse-attaquante      |
| 5                            | Haruna Soga                  | 25 mars 2001                 | 172                            | 64                             | Réceptionneuse-attaquante      |
| 6                            | Kaori Ueno                   | 6 janvier 1995               | 180                            | 73                             | Centrale                       |
| 7                            | Moeka Kinoe                  | 24 décembre 1997             | 181                            | 67                             | Centrale                       |
| 8                            | Kasumi Nojima                | 9 mai 1997                   | 181                            | 71                             | Centrale                       |
| 9                            | Nanami Hirose                | 12 mai 1997                  | 177                            | 61                             | Réceptionneuse-attaquante      |
| 10                           | Yuka Sawada                  | 14 août 1996                 | 158                            | 57                             | Passeuse                       |
| 11                           | Chinami Furuya               | 20 avril 1996                | 173                            | 65                             | Réceptionneuse-attaquante      |
| 12                           | Misaki Yamauchi              | 10 mars 1995                 | 172                            | 71                             | Réceptionneuse-attaquante      |
| 13                           | Nichika Yamada               | 24 février 2000              | 183                            | 70                             | Centrale                       |
| 14                           | Minami Yasuda                | 12 décembre 2001             | 179                            | 70                             | Passeuse                       |
| 15                           | Ayumi Yoshida                | 7 août 2000                  | 176                            | 63                             | Réceptionneuse-attaquante      |
| 16                           | Manami Kojima                | 7 novembre 1994              | 158                            | 55                             | Libero                         |
| 18                           | Mio Sato                     | 12 février 1993              | 153                            | 51                             | Libero                         |
| 23                           | Neriman Özsoy                | 13 juillet 1988              | 188                            | 73                             | Réceptionneuse-attaquante      |
|                              |                              |                              |                                |                                |                                |
| Encadrement technique        | Encadrement technique        |                              | Légende                        | Légende                        | Légende                        |
| Entraîneur : Takayuki Kaneko | Entraîneur : Takayuki Kaneko | Entraîneur : Takayuki Kaneko | : Capitaine                    | : Capitaine                    | : Capitaine                    |
| Entraîneur(s) adjoint(s) :   | Entraîneur(s) adjoint(s) :   | Entraîneur(s) adjoint(s) :   | : Joueuse blessée actuellement | : Joueuse blessée actuellement | : Joueuse blessée actuellement |